# Arkía El-Ammari
Pour les articles homonymes, voir Ammari.
Arkía El-Ammari est une ancienne joueuse de volley-ball espagnole, née le 9 octobre 1976 à Talavera de la Reina. Elle mesure 1,78 m et jouait au poste de réceptionneuse-attaquante. Elle a totalisé 63 sélections en équipe d'Espagne.

## Famille
Le volley-ball a continué d'être important dans la famille el ammari .Un certain nail el ammari a commencé une carrière dans le volley-ball mais qui a quitte pour une carrière au football.

## Clubs
| Club                       | De        | À         |
| -------------------------- | --------- | --------- |
| Voleibol Asociación Toledo | 1990-1991 | 1990-1991 |
| Club Voleibol Albacete     | 1991-1992 | 1997-1998 |
| Vóley Murcia               | 1998-1999 | 1999-2000 |
| Club Voleibol Albacete     | 2000-2001 | 2000-2001 |
| Universidad de Granada     | 2001-2002 | 2004-2005 |
| Club Voleibol Tenerife     | 2005-2006 | 2007-2008 |
| CAV Murcia 2005            | 2008-2009 | 2010-2011 |
| Club Voleibol Murillo      | 2012-2013 | 2012-2013 |
| Club Voleibol Aguere       | 2013-2014 | 2015-2016 |

## Palmarès
- Championnat d'Espagne
  - Vainqueur : 2006, 2009.
  - Finaliste : 1997, 2000, 2007, 2011, 2013.
- Coupe d'Espagne
  - Vainqueur : 2006, 2009, 2010, 2011.
  - Finaliste : 2013.
- Supercoupe d'Espagne
  - Vainqueur : 2008, 2009, 2010.
  - Finaliste : 2007.